# پسر لکه‌ای

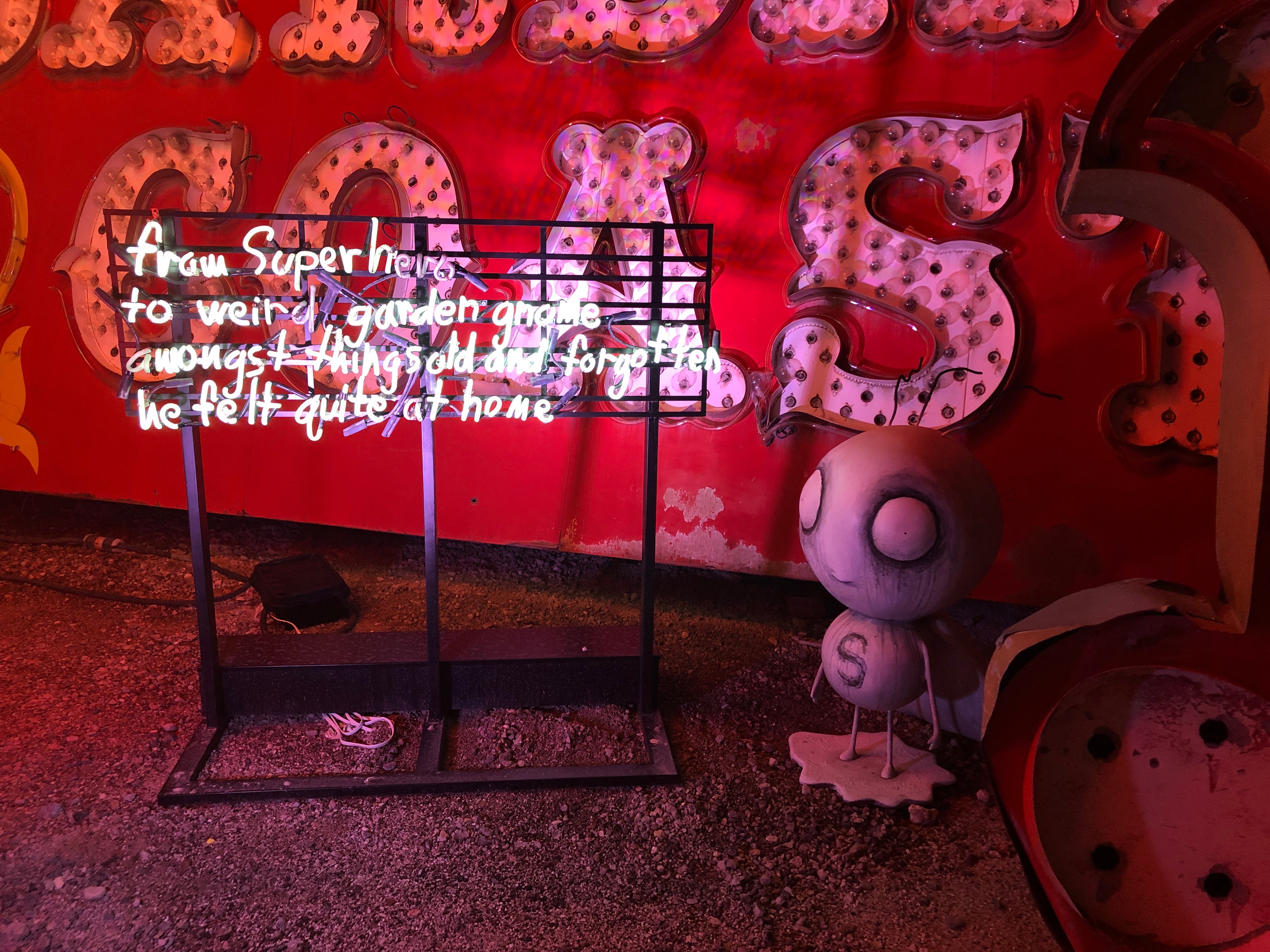
پویانمایی پسر لکه ای

دنیای پسر لکه‌ای (به انگلیسی: Stainboy) یک سری فیلم کوتاه پویانمایی فلش (پویانمایی‌هایی که با ادوبی فلش ساخته می‌شود) است که در سال ۲۰۰۰ ساخته شده‌است. کارگردان و طراح شخصیت‌ها و داستان تیم برتون است و پویانمایی آن در استودیو فلینچ انجام شده‌است. آهنگساز آن دنی الفمن است و گلن شادیکس، لیزا ماری، ویل آماتو و مایکل واینر صداپیشه‌های آن هستند. تیم برتون شخصیت پسر لکه‌ای را برای اولین بار در کتاب شعر و طراحی‌هایش یعنی مرگ غم‌انگیز پسر صدفی و قصه‌های دیگر ایجاد کرد.
در این فیلم‌های کوتاه، پسر لکه‌ای در ادارهٔ پلیس شهر بربنک کالیفرنیا کار می‌کند. اول هر قسمت به او ماموریت داده می‌شود تا دربارهٔ شخصیت‌هایی رانده شده از اجتماع تحقیق کند و آنها را به ادارهٔ پلیس بیاورد. خیلی از این شخصیت‌های رانده از اجتماع، شخصیت‌های کتاب مرگ غم‌انگیز پسر صدفی و قصه‌های دیگر هستند. این سری شامل ۶ اپیزود ۵ دقیقه‌ای است. در آخرین اپیزود از طریق گذشته‌نمایی، کودکی پسر لکه‌ای در پرورشگاه نشان داده می‌شود که به نظر می‌رسد می‌تواند آغاز داستان‌های دیگری باشد اما تاکنون اپیزود دیگری ساخته نشده‌است.
نوامبر ۲۰۱۰، تیم برتون داستان جدیدی را برای پسر لکه‌ای در یک اکانت توییتر به نام «BurtonStory» شروع کرد. طرفداران می‌توانستند از طریق توییتر در داستان شرکت کنند و بهترین توییت روز، دوباره از «BurtonStory» توییت می‌شد. این پروژه ۶ دسامبر ۲۰۱۰ تمام شد و داستان کامل آن را در www.burtonstory.com/connect.php می‌توان خواند.

## فهرست اپیزودها
1. دختری که خیره می‌شود
2. پسر سمی
3. توپ بولینگ
4. پسر رباتی
5. دختر چوب کبریتی
6. مرخصی پسر لکه‌ای